# HD 147835
HD 147835，又名BD+32 2716，SAO 65262、HR 6110，是一颗恒星，视星等为6.4，位于銀經52.8，銀緯44.25，其B1900.0坐标为赤經16h 19m 6.1s，赤緯+32° 44.25′ 59″。